# Roboz Aladár
Roboz Aladár (született Róth) (Budapest, 1895. január 9. – San Francisco (Kalifornia), USA, 1986. június 1.) filmvállalati- és színházigazgató.
Roboz Imre színházigazgató öccse.

## Pályafutása
Szülei Róth Dániel (1858–1922) és Ungerleider Janka (1870–1935) voltak. Apai nagyszülei Róth Kálmán és Löwi Minas, anyai nagyszülei Ungerleider Márk és Blum Rozália voltak. Iskolái elvégzése után bevonult katonának. 1917-ben megsebesült, hadnagyként szerelt le 1918-ban. Ugyanabban az évben létre hozta a Margitszigeti Színpadot, de ezt a víztorony melletti színpadot később lebontották.
Eleinte a Projectograph filmvállalat laboratóriumának, majd a cég kölcsönző osztályának vezetője volt. (Más forrás szerint kezdetben a Phönix Filmgyár Rt igazgatója volt.) Miután a Korona Filmvállalat, illetve Korona Filmgyár alapítója, Neumann József  visszavonult, a vállalatot átadta a szakmát akkor már jól ismerő Roboz Aladárnak, aki a részvénytársasággá alakuláskor, 1919-ben annak vezetője lett. Ezt az állást később a Projectograph Mozgófénykép és Gépgyár Rt igazgatói székével cserélte fel. 1923-ban Budapesten, a Terézvárosban házasságot kötött Neu Salamon és Sohr Irén lányával, Izabellával. 1939-ben elváltak.
1923-tól 1938-ig, az első zsidóellenes törvényig ügyvezető igazgatója volt a Terézkörúti Színpadot (ma: Teréz körúti Játékszín) üzemeltető részvénytársaságnak. Az 1923. december 1-jén megnyitott színpad két meghatározó egyénisége, Salamon Béla igazgató és Nagy Endre művészeti igazgató közreműködésével hamarosan a kor egyik legnépszerűbb kabaréja lett. Távozásuk (1929, illetve 1931) után az intézmény válságos időszakot élt át, de az igazgató fivérének, Roboz Imrének anyagi támogatásával sikerült talpon maradnia és előbb Vadnay László, majd Békeffi László szerződtetésével megújulnia.  
Roboz Aladár 1926-ban megvált a Projectographtól és átvette a Royal Orfeum vezetését. 1930. november 1-jétől a bécsi Sascha-Film budapesti igazgatója volt. 1938-ban családját előrelátón Londonba küldte. A vészkorszakot Budapesten bujkálva élte túl. A holokauszt áldozatává lett fivérének örököse lett, de hamarosan végleg elhagyta az országot. 1948-ban áttelepült az Amerikai Egyesült Államokba, ahol újra találkozott fiával, Roboz Tamással. Később színdarabügynökséget alapított. 1970-ben egyik alapítója volt a New York-i Fészek Klubnak, mely az igazgatóság elnökévé választotta.